# Luc Jochimsen
Luc Jochimsen (Nuremberg, 1er mars 1936) est une journaliste, sociologue et femme politique allemande.

## Biographie
Elle est membre du parti Die Linke.